# Bozzay Jenő
Bozzai Bozzay Jenő (Hévízszentandrás, Zala vármegye, 1878. június 26.–Zalaegerszeg, 1971. szeptember 8.), jogász, ügyvéd, tiszteletbeli zalavármegyei főügyész, a Zalaegerszegi Ügyvédi Kamara titkára, a MOVE Zalaegerszegi Sport Egylet társelnöke, a Zalaegerszegi Központi Takarékpénztár Rt. igazgatósági tagja és a felügyelőbizottságának az elnöke, Zalaegerszeg egyik viristája.

## Családja és származása
Az ősrégi nemesi származású bozzai Bozzay család sarja. Apja bozzai Bozzay Bálint (1849–1920), a keszthelyi Hungária szálloda tulajdonosa, anyja sényi Sényi Eleonóra (1849–1904). Az apai nagyszülei bozzai Bozzay Imre (1822–†?), andrásfai földbirtokos és tanai Gömbös Anna (1819–1862) voltak. Az anyai nagyszülei sényi Sényi Imre (1800–1864), keszthelyi fazekasmester, és Vid Anna (1812–1880) voltak.  Az apai ági felmenői között régi Vas vármegyei nemesi czomaházi Czoma–, a szerdahelyi Szerdahelyi másképpen Kovács-, valamint az alsószilvágyi Gaál családok találhatók. Bozzay Jenő leánytestvérei: bozzai Bozzay Erzsébet (1884–1934), akinek a férje Molnár János (1878–1959), posta és távirda tisztviselő, bozzai Bozzay Ilona (1891–†?), akinek a férje Ladányi Emil (1890–1956) főgimnáziumi tanár, bozzai Bozzay Irén (1888–1968), akinek a férje Láng Imre, aradi kávéháztulajdonos.

## Élete
A zalaegerszegi főgimnáziumban tette le az érettségi vizsgálatot. A Budapesti Királyi Magyar Tudomány-Egyetemen tette le a jogot és ügyvédként is diplomázott le. 1901. december 7-én a győri királyi ítélőtábla elnöke Bozzay Jenő keszthelyi lakos végzett joghallgatót a győri királyi ítélőtábla kerületébe ideiglenes minőségben díjas joggyakornokká nevezte ki. Fiatal korában katonai szolgálatot is tett; 1904. január 3-án az király Bozzay Jenő honvéd önkéntes őrmestert tartalékos hadapródtiszt-helyettessé nevezte ki. 1911. november 9-én Bozzay Jenő győri táblai tanácsjegyzőt kinevezték aljárásbírónak Tapolcára. 1913. március 2-án a király Bozzay Jenő tapolcai járásbírósági albírót a zalaegerszegi ügyészséghez alügyésszé nevezte ki. Zalaegerszegen hosszú ideig együtt dolgozott dr. udvardi és básthi Udvardy Jenő ügyvédi irodájában ügyvédtársaként; Udvardy Jenő tulajdonképpen sógora lett Bozzay Jenőnek, hiszen a leánytestvérét, Udvardy Rafaellát, vette el.
1913. október 19-én a király Bozzay Jenő zalaegerszegi alügyészt ügyésszé nevezte ki. 1919-ben a Tanácsköztársaság alatt dr. Bozzay Jenő zalaegerszegi államügyészt hivatalában maradt, ugyancsak felfüggesztették állásától. 1929 november 19-én megalakult Zalaegerszegen az új vármegyei törvényhatóság; a Zala vármegye legtöbb adót fizető bizottság rendes tagjai egyike dr. Bozzay Jenő lett.
1933. április 8-án a MOVE Zalaegerszegi Sport Egylet ismét az alelnöki tisztségre választotta dr. Bozzay Jenőt. 1933. március 21-én a választmányi ülés fegyelmi bizottsági taggá választotta Bozzay Jenőt. A Move Zalaegerszegi Sport Egylet 1939. április 23-án tartotta meg jubiláris közgyűlését és az új tisztikart választotta meg; dr. Bozzay Jenő lett az egyesület társelnöke vitéz dr. pósfai Horváth Bertalan elnök mellett.
1935. március 19-én a Zala vármegye főispánja dr. Bozzay Jenő zalaegerszegi ügyvédet tiszteletbeli főügyésszé nevezte ki. 1941. november 4-én a Zalaegerszegi Ügyvédi kamara titkárrá Bozzay Jenő dr.-t választotta meg. 1942. márciusán a Zalaegerszegi Ügyvédi kamara elnöke tisztségére pályázott Árvay László ügyvéddel szemben; Árvay László dr. 26, Bozzay Jenő dr. 23 szavazatot kapott.
1927-ben a Zalaegerszegi Központi Takarékpénztár Rt. egyik igazgatósági tagja, 1932-ben a felügyelőbizottság elnöke lett egészen 1944-ig.

## Házassága és leszármazottjai

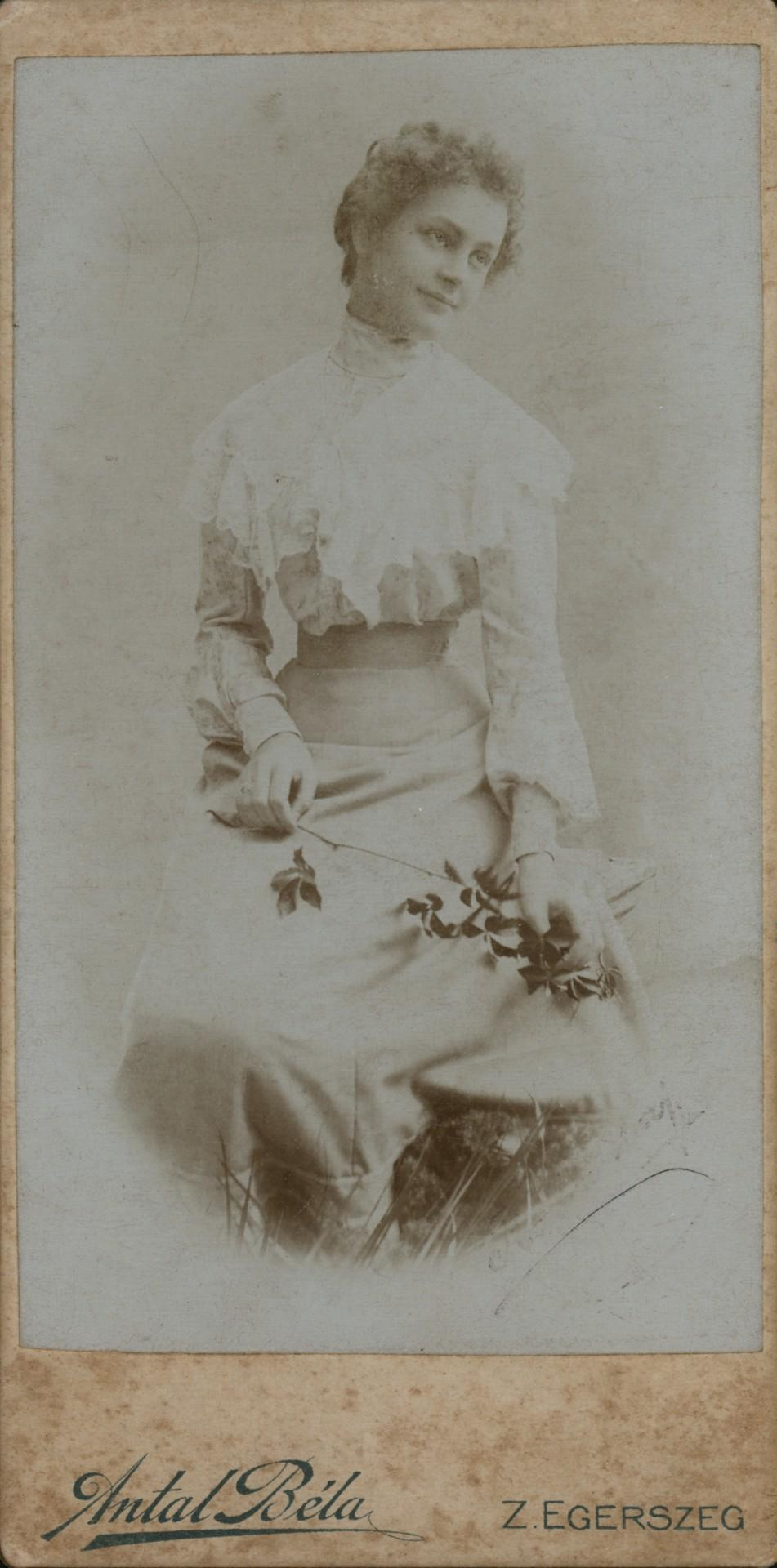
dr. bozzai Bozzay Jenőné udvardi és básthi Udvardy Rafaella (1887–1987)

1907. július 7-én Zalaegerszegen feleségül vette az ősrégi római katolikus nemesi származású udvardi és básthi Udvardy családból való udvardi és básthi Udvardy Borbála Krisztina „Rafaella” (Zalaegerszeg, 1887. március 24.–Zalaegerszeg, 1987. június 12.) kisasszonyt, akinek a szülei udvardi és básthi Udvardy Vince (1854–1922) Zalaegerszeg városi képviselő-testületnek a tagja, a zalaegerszegi állami főgimnáziumi tanára, a "Zalamegyei Gazdasági Egyesület" pénztárnoka, Zala vármegye törvényhatósági és megyebizottsági tag, a zalaegerszegi ipartanodai bizottság tagja, a Zalaegerszegi Uri Kaszinó tagja, Zalaegerszeg város rendes esküdtje, és a strauszenbergi Strausz családból való strauszenbergi Strausz Borbála (1861–1952) voltak. Az anyai nagyszülei strauszenberghi Strausz Sándor (1831–1922), Zala vármegye bizottsági tag, vármegyei esküdt, körjegyző, nagylengyeli földbirtokos, és a tekintélyes Zala megyei nemesi boldogfai Farkas családból való boldogfai Farkas Krisztina (1837–1883) úrnő voltak. Az esküvői tanúk a menyasszony anyai nagybátyja boldogfai Farkas Ferenc (1838–1908) Zala vármegye számvevője, zalaegerszegi lakos, és a menyasszonynak az apai nagybátyja strauszenbergi Strausz Farkas, nagylengyeli földbirtokos voltak. Bozzay Jenőné Udvardy Rafaella hosszú évekig a zalaegerszegi Karácsonyfa-egyletnek, valamint a Magyar Asszonyok Nemzeti Szövetségé-nek (MANSZ) a tagja; 1942. februárjában a Szociális Missziótársulat választmányi tagjává választották.
Bozzay Jenőné Udvardy Rafaella fivérei: udvardi és básthi Udvardy Jenő (1880–1941), magyar királyi kormányfőtanácsos, a zalaegerszegi ügyvédi kamara elnöke, Zalaegerszeg megyei város tiszti főügyésze, a Zala vármegye közigazgatási bizottságának és a nemesi választmányának a tagja, a Zalaegerszegi Uri Kaszinó elnöke, a legitimista zalamegyei Magyar Férfiak Szentkorona Szövetségének az alapító elnöke volt, akinek a felesége boldogfai Farkas Margit (1888–1972), földbirtokos, a zalamegyei Magyar Nők Szentkorona Szövetségének az ügyvezető elnöke, a Göcseji Egyesület társelnöke, valamint udvardi és básthi dr. Udvardy Imre (1882-1908), jogász, szolgabíró, a zalamegyei Függetlenségi és Negyvennyolcas Párt jegyzője. Bozzay Jenőné Udvardy Rafaella megszerezte adományban a Nemzetvédelmi Keresztet. Bozzay Jenő és Udvardy Rafaella frigyéből született:
- bozzai Bozzay Rafaella Borbála Eleonóra (Győr, 1908. március 22. – Zalaegerszeg, 1990. október 15.). Férje: Buzás Sándor (Barcs, 1898. szeptember 8. – Nagylengyel, 1968. október 8.), tüzér ezredes, csendőr.[40][41]
- bozzai Bozzay Emerika Krisztina Livia (Győr, 1910. március 25.–Zalaegerszeg, 1993. június 1.) teniszező. Férje: dr. Zimonyi Sándor Béla (Budapest, 1904. június 9. – Zalaegerszeg, 1977. szeptember 5.), jogász, csendőr.[42]